# Палада (митология)
Палада (на гръцки: Παλλάς) в древногръцката митология е млечна сестра на богинята Атина. Дъщеря е на Тритон. Убита е случайно от Атина още като дете. Според една от легендите това е послужило за епитет на Атина Палада.